# 斑丘腹蛛
斑丘腹蛛（学名：Episinus punctisparsus），又名散斑菱蛛，为球蛛科丘腹蛛属的动物。分布于台湾岛等地。该物种的模式产地在台湾。